# Крутая Гора (Луганская область)
Крута́я Гора́ (укр. Крута Гора) — село, относится к Славяносербскому району Луганской области Украины. Де факто — с 2014 года населённый пункт контролируется самопровозглашённой Луганской Народной Республикой.

## География
Село расположено на правом берегу реки Северского Донца. К северо-западу от населённого пункта, по руслу Северского Донца проходила линия разграничения сил в Донбассе с 2014 по 2022 гг.(см. Второе минское соглашение). Соседние населённые пункты: Жёлтое и Долгое (оба выше по течению Северского Донца) на западе, Новосёловка на юго-западе, город Александровск и сёла Земляное на юго-востоке, Шишково и Лиман на востоке, Раёвка (ниже по течению Северского Донца) на северо-востоке.

## Общие сведения
Занимает площадь 0,079 км². Почтовый индекс — 93734. Телефонный код — 6473. Код КОАТУУ — 4424582202.

## Население
Население по переписи 2001 года составляло 28 человек.

## Местный совет
93734, Луганская обл., Славяносербский р-н, с. Жёлтое, ул. Ленина, д. 2а.